# 弗里德姆鎮區 (愛荷華州帕洛阿爾托縣)
弗里德姆鎮區（英語：Freedom Township）是位於美國愛荷華州帕洛阿爾托縣的一個行政鎮區。

## 地方資料
根據2010年美國人口普查的數據，弗里德姆鎮區的面積為92.17平方千米，當中陸地面積為88.99平方千米，而水域面積為3.18平方千米。當地共有人口1446人，而人口密度為每平方千米15.69人。